# Église Notre-Dame-de-la-Drèche d'Albi
L'église Notre-Dame-de-la-Drèche est une église catholique située dans le Tarn, en région Occitanie, en France.

## Localisation
L'église est située dans le département français du Tarn, sur le territoire des communes d'Albi, Cagnac-les-Mines et Lescure-d'Albigeois. Elle tient son nom de l'occitan "Nostro Damo de la Dretso", qui signifie "Notre-Dame de la côte droite", à cause de sa position dominante au-dessus de la ville d'Albi et du chemin pentu qui y menait.

## Historique
Une des légendes locales veut qu'au XIIe siècle des bergers assistent à l'apparition de la Vierge Marie, sur la colline surplombant la ville d'Albi. Et alors qu'il n'y avait rien sur la colline d'autre que des pâturages, ces mêmes bergers auraient ensuite trouvé une statue de la Vierge à l'enfant, statue aujourd'hui exposée au-dessus de l'autel. Un premier sanctuaire, tout juste une minuscule chapelle selon certains, est alors bâti afin de l'abriter. Une église est citée en 1185, lorsqu'elle est élevée au rang d'église paroissiale. Agrandie en 1275, elle devient lieu de pèlerinage vers 1410, en raison de la présence d'une source dite "miraculeuse", ainsi que de la statue de la Vierge.
Pillée et détruite à la Révolution française (la statue de la Vierge aurait alors été miraculeusement épargnée car cachée par de simples paysannes), l'église Notre-Dame-de-la-Drèche est reconstruite de 1859 à 1863, sous la direction de l'architecte Camille Bodin-Legendre. De l'édifice initial ne demeure que le chœur, réutilisé lors de la construction du bâtiment actuel. Le peintre-verrier Louis-Victor Gesta a réalisé les vitraux, alors que les peintures intérieures ont été réalisées par Bernard Bénézet, ainsi que par le Père Léon Valette, curé à l'église.
L'église Notre-Dame-de-la-Drèche est classée au titre des monuments historiques par arrêté du 23 octobre 1995.
L'animation spirituelle est depuis confiée aux Pères de la Drêche, Tiers ordre Régulier de saint-Francois (appelés communément Franciscains). Cette communauté a été missionnaire en Amazonie en particulier au Mato Grosso. Cela a permis de créer le Musée d'Amazonie de la Drèche, qui se trouve dans les locaux conventuels.

## Description
Ouvertement inspirée de la cathédrale Sainte-Cécile, l'église Notre-Dame-de-la-Drèche est un édifice à nef octogonale, entièrement construite en brique rouge. Le clocher de 42 mètres abrite le carillon. L'intérieur de l'église est entièrement peint de couleurs vives. Six chapelles s'articulent autour de la nef, dédiées à 
- L'Immaculée Conception ;
- Notre-Dame du Rosaire et Saint-Dominique ;
- Notre-Dame des Anges et Saint-François ;
- Notre-Dame des Victoires ;
- Notre-Dame du Mont-Carmel, Sainte Thérèse d'Avila et Saint Jean de la Croix ;
- Notre-Dame des Douleurs et la Pietà.

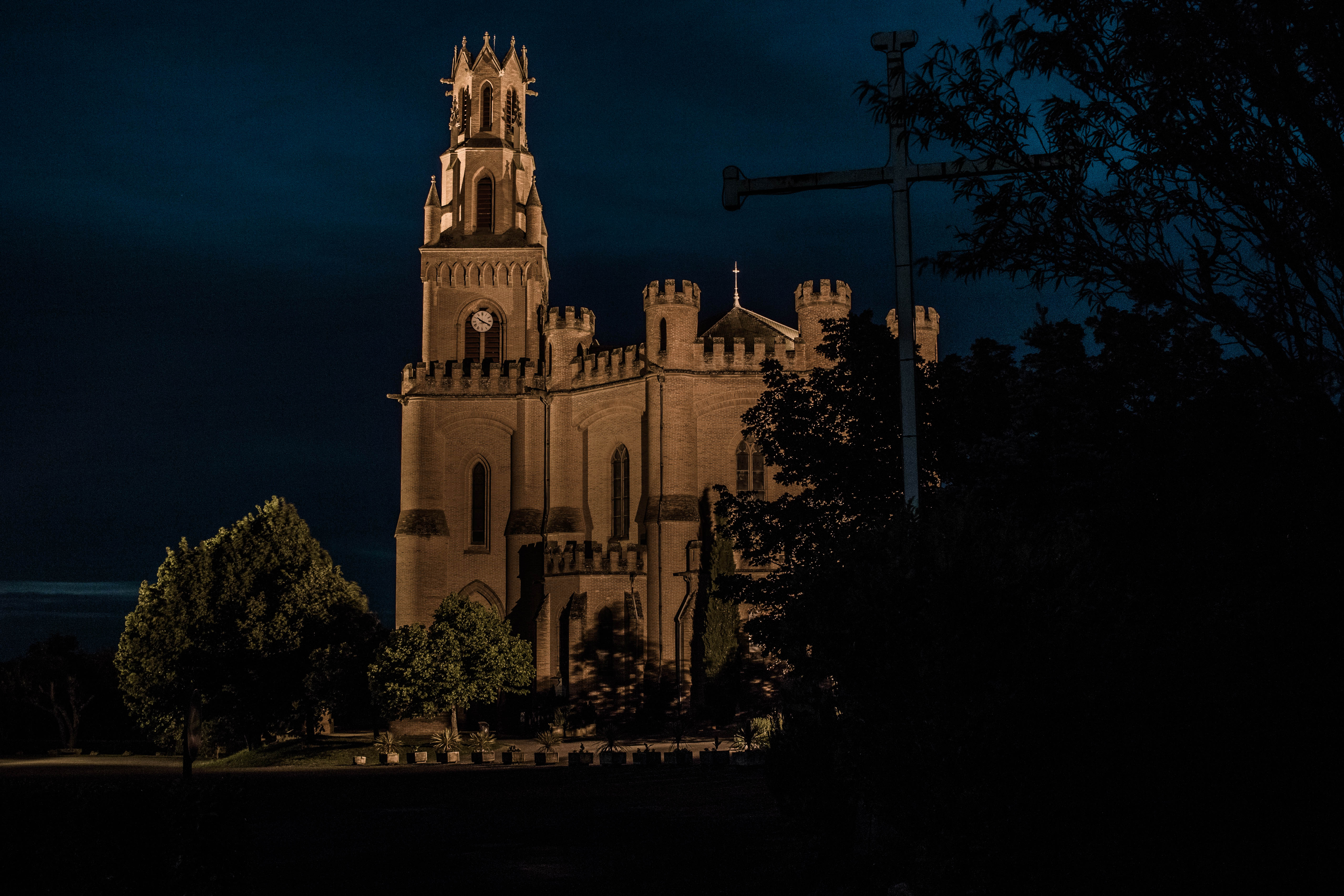
Notre-Dame-de-la-Drèche vue de nuit

On trouve des statues à taille humaine de Saint Joseph, Saint François, Saint Louis, Saint Jean, Saint Bernard, Saint Dominique et Sainte Elisabeth de Hongrie.

## Carillon
L'église de Notre-Dame de la Drèche est un des principaux lieux campanaires Tarnais. Son clocher abrite à son premier niveau un carillon de trois octaves chromatiques. Les trente sept cloches, qui composent le carillon manuel, sont reliées au clavier type flamand appelé "clavier coup de poings". Le bourdon (Mi3), et la plus ancienne, a été fondue en Aveyron en 1883. Vingt-cinq cloches viennent de la fonderie Paccard, allant du Mi4 au Mi6, ainsi que de trois cloches de volée rétrograde (La3, Si3, Do#4). Depuis, fabriquées à la fonderie Cornille-Havard, ont été rajoutées en 2010 une nouvelle cloche de volée, deux cloches en 2016 et cinq cloches en 2017. Une cloche de 1938 vient compléter cet instrument.
L'instrument est joué tous les premiers dimanches du mois de 16h à 18h, l'accès au clocher est libre et gratuit pendant les horaires d'audition.